# 東武大師線

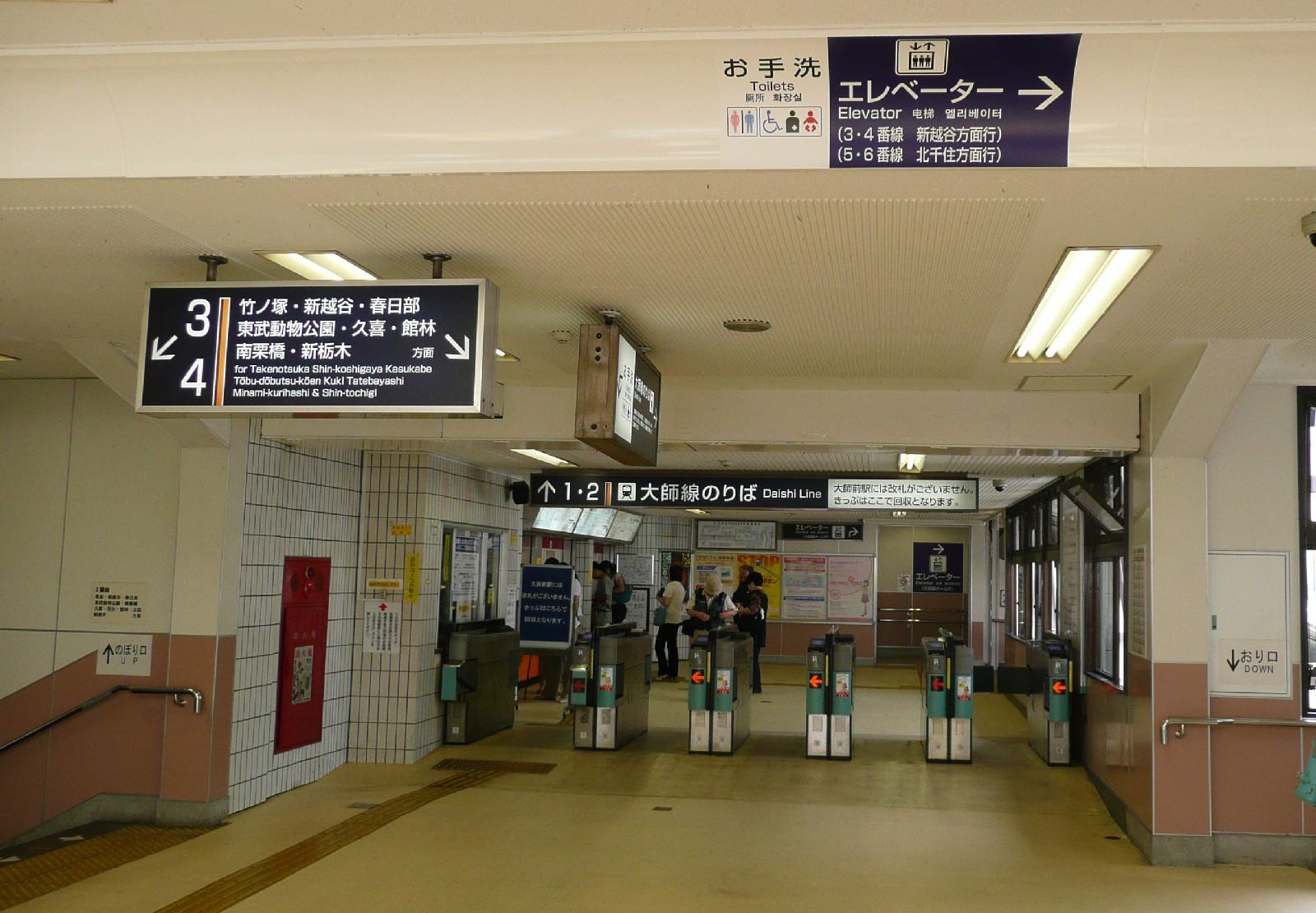
西新井駅大師線改札口（大師前駅改札口に代わる）

大師線（だいしせん）は、東京都足立区の西新井駅と大師前駅を結ぶ東武鉄道の鉄道路線である。駅ナンバリングの路線記号はTS。

## 概要
東京23区内にある旅客営業路線では京成金町線・西武豊島線と並んで数少ない全線単線路線である。また、東武鉄道の路線の中では鬼怒川線と同様に、同一の都道府県かつ単一の市区町村内で全線が完結する路線である。
この路線は、西板線（伊勢崎線西新井駅 - 東上本線上板橋駅間 11.6 km）計画のうち用地確保が完了した区間にて、西新井大師（総持寺）参詣者の輸送を目的として1931年に開業した。1968年の環七通り拡幅の際に線路用地の一部を提供したため、営業キロが100 m短縮され1 kmとなり、1991年には西新井駅近辺を除き高架化されたため、東武鉄道では唯一、踏切が全線において一つも存在しない路線となった。
途中駅は無い。大師前駅には自動改札機・自動券売機・自動精算機は設置されておらず（入口にその旨が掲示されている）、同駅の乗車券発売や改札などの機能は、西新井駅構内の乗り換え通路上に大師前駅からの乗車券が購入出来る券売機や連絡専用の自動改札機を設置して対応している。よって、大師前駅からは、定期券乗車客や企画切符乗車客以外は有効な乗車券を持たずに乗ることになる。
他に同様の形態をとる駅としては、名鉄築港線の東名古屋港駅や山陽本線（和田岬線）の和田岬駅・阪神武庫川線の洲先駅・東鳴尾駅が挙げられる。

### 路線データ
- 路線距離：1.0 km
- 軌間：1,067 mm
- 駅数：2駅（起終点駅含む）
- 複線区間：なし（全線単線）
- 電化区間：全線（直流1,500 V）
- 閉塞方式：自動閉塞式
- 保安装置：東武形ATS
- 最高速度：60 km/h[1]

## 歴史
- 1924年（大正13年）5月5日：鉄道免許状下付（南足立郡西新井村-北豊島郡上板橋村間 動力蒸気）[3]。
- 1931年（昭和6年）12月20日：西板線として西新井駅 - 大師前駅間1.1 kmが開業（旅客運輸）[4]。
- 1932年（昭和7年）7月22日：起業廃止許可（南足立郡江北村（鹿浜）- 北豊島郡上板橋村間）[5]。
- 1945年（昭和20年）5月20日：全線営業休止。
- 1947年（昭和22年）5月21日：全線営業再開。大師線と改称。
- 1968年（昭和43年）12月1日：環七通り拡幅のため大師前駅移転。0.1 km短縮。
- 1991年（平成3年）7月26日：高架化[2]。これに伴い尾竹橋通りや七曲街道の東武バスセントラル足立営業事務所西新井営業所付近を含む同線全踏切が除去。
- 2003年（平成15年）3月19日：ワンマン運転開始[6]。
- 2023年（令和5年）度以降：添乗員付き自動運転（GoA3）の実施に向けた検証を開始（予定）[広報 1]。

## 運行形態
2003年からはワンマン化され、通常は2両編成の車両1本が線内を往復している。ほぼ終日に渡り10分間隔、例外となる早朝深夜時間帯も最大15分間隔で運行されている。但し、正月三が日は増便される。
車両は亀戸線で朝ラッシュのみ運用される車両が運用終了後に亀戸駅2番線に留置され、昼過ぎに西新井駅まで回送されて大師線の運用に入るダイヤとなっている。西新井駅の大師線ホームは1面2線であり、出入庫時に使用する本線への線路と接続の関係で（1番線は本線の線路とは接続されていない）、昼過ぎの1往復が車両交換のため2番線を使用していたが、通常は頭端式の1番線を使用していた。2023年（令和5年）2月1日より始発列車を除く全列車が2番線からの発着に変更されている。

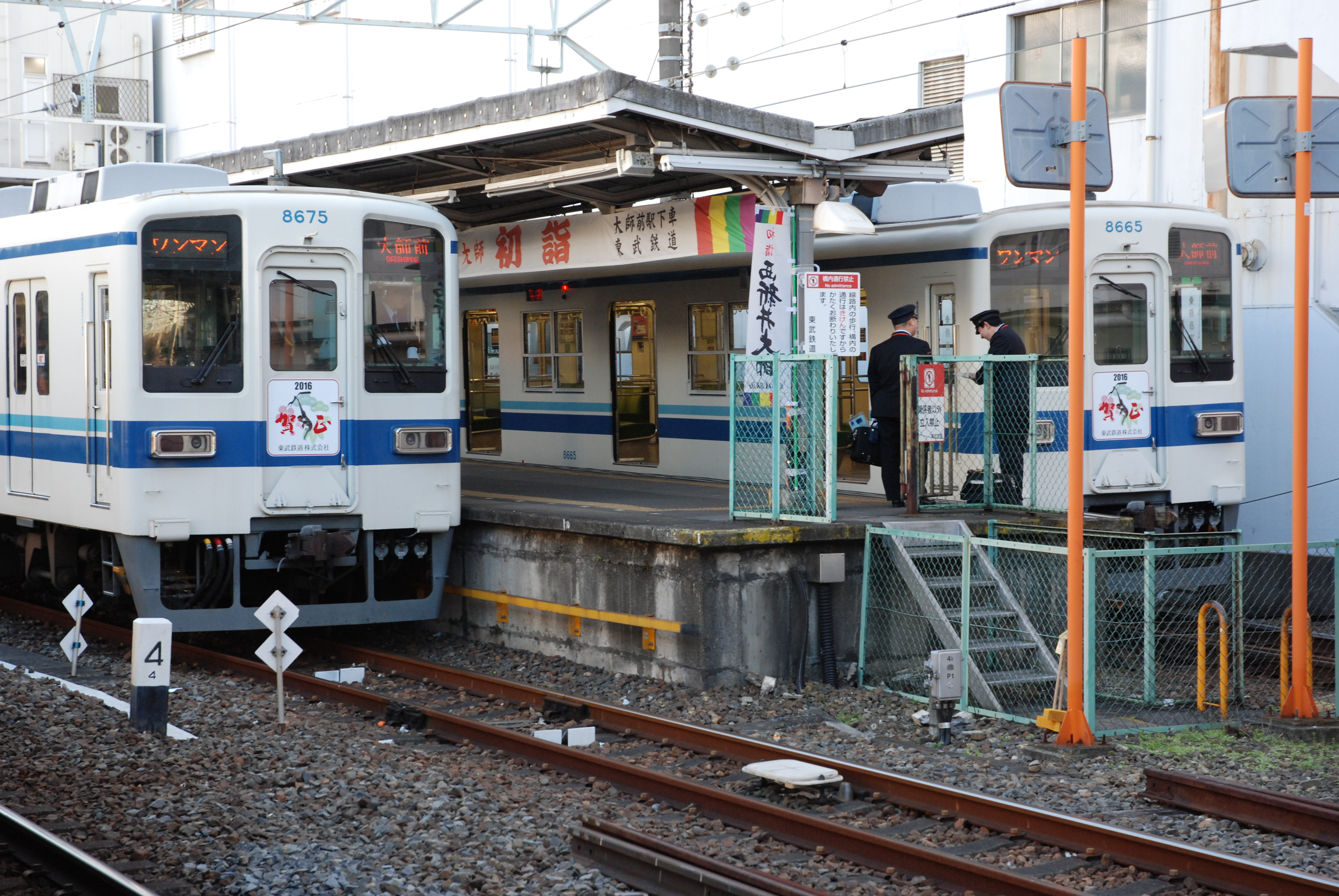
西新井駅大師線ホーム。

## 使用車両
- 8000系（南栗橋車両管区春日部支所所属・ワンマン対応車・2両編成）。現在は亀戸線と共通運用されている。通常色のほか、昭和30年代の標準塗装と試験塗装を再現したリバイバルカラーとして、朱色、緑色、黄色に塗られた3編成が運用されていたが[広報 3][広報 4][7]、このうち緑色の編成は2024年、黄色の編成は2025年に運用を終了した[8][9]。東上線池袋駅 - 小川町駅間での定期運用が終了してからは、東京都内の東武線で8000系が運用されている路線は当路線と亀戸線のみとなった。
- 10000型・10030型（2両編成）。10000型はワンマン化以前にも入線していたが、ワンマン化以降は運用されなくなり、2025年1月よりワンマン化工事が施行され再び運用に入るようになった[10]。10030型も同月に運用開始している[11]。

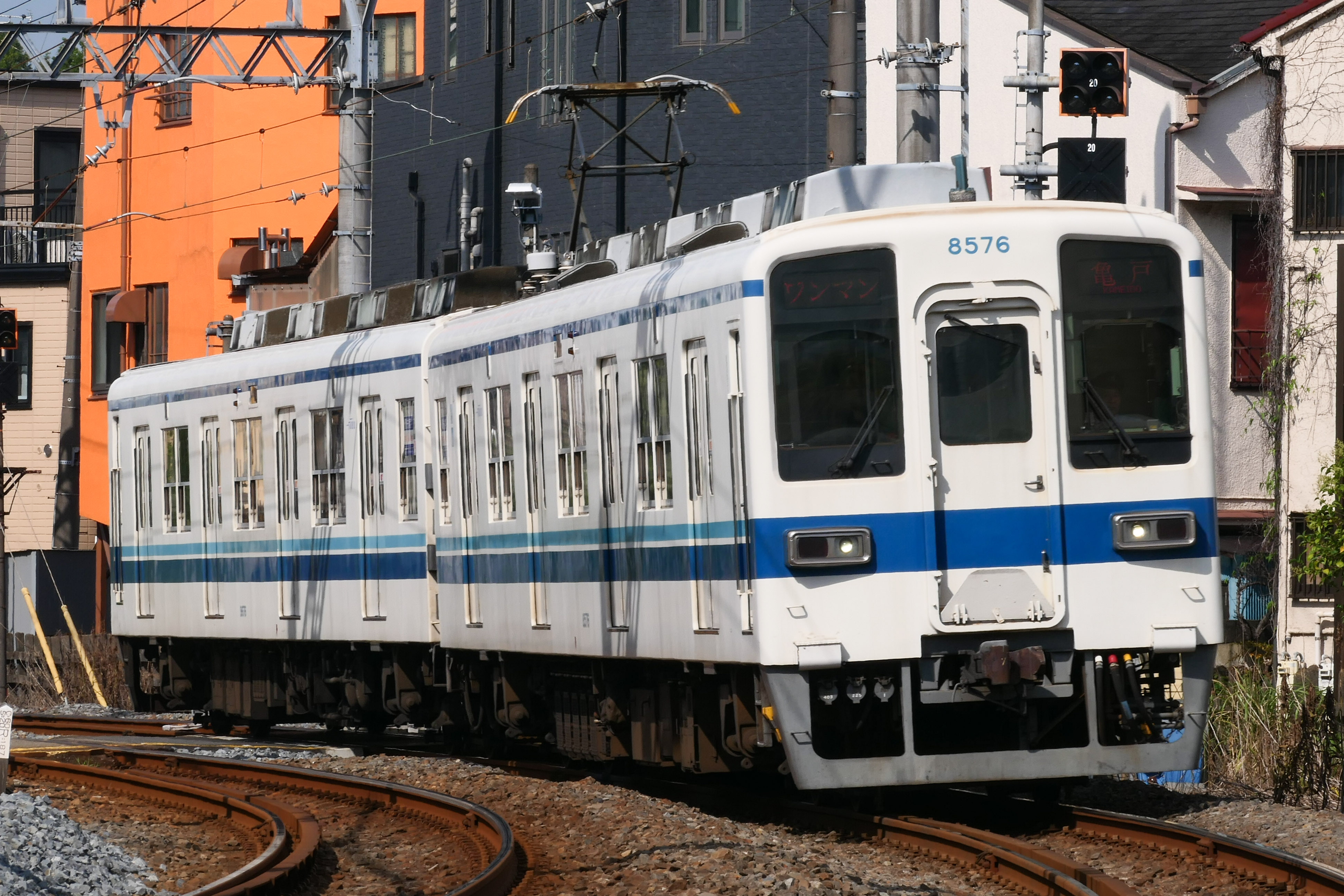
8000系（通常塗装）。2025年運用終了
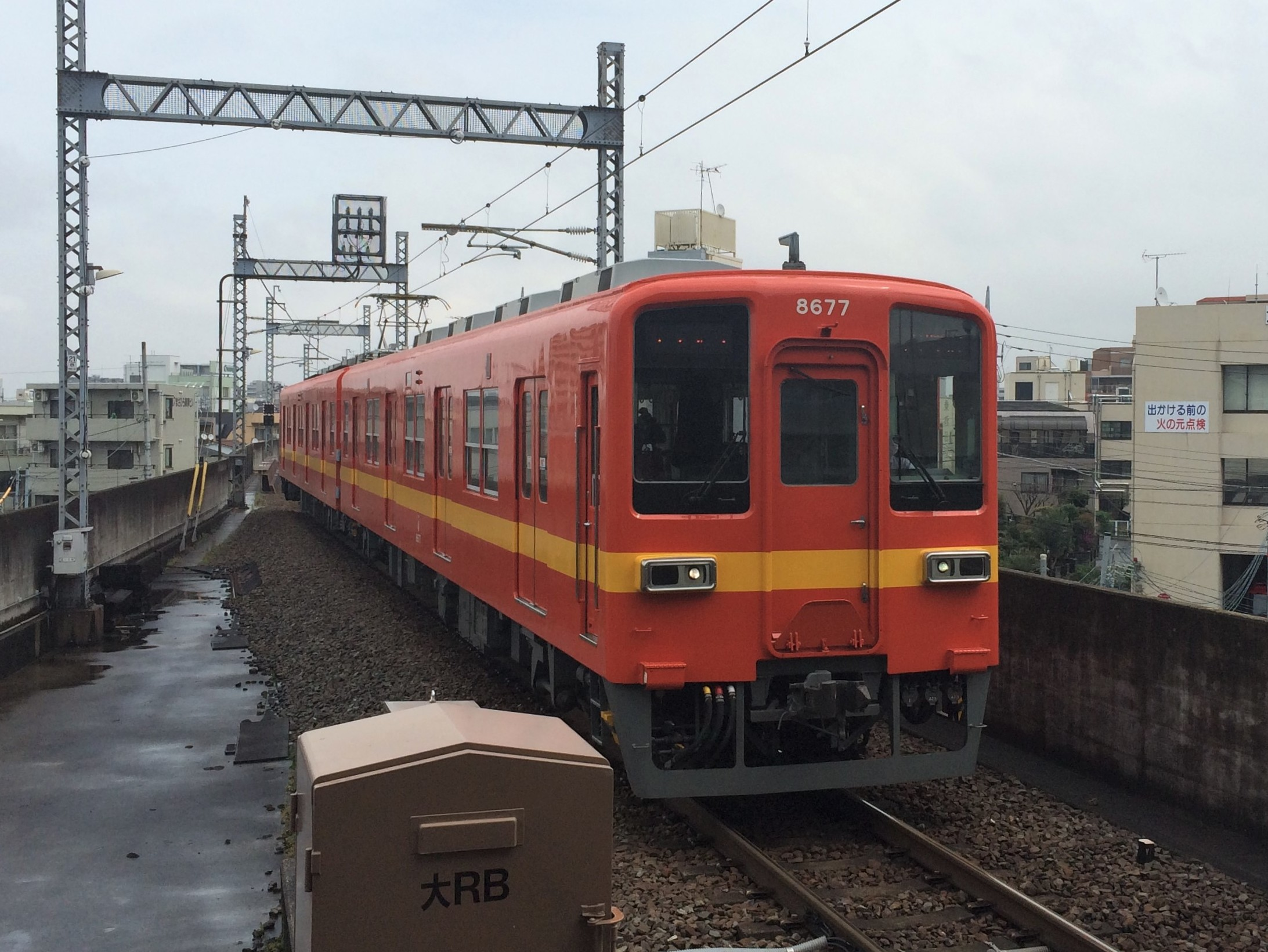
8000系リバイバルカラー（朱色）
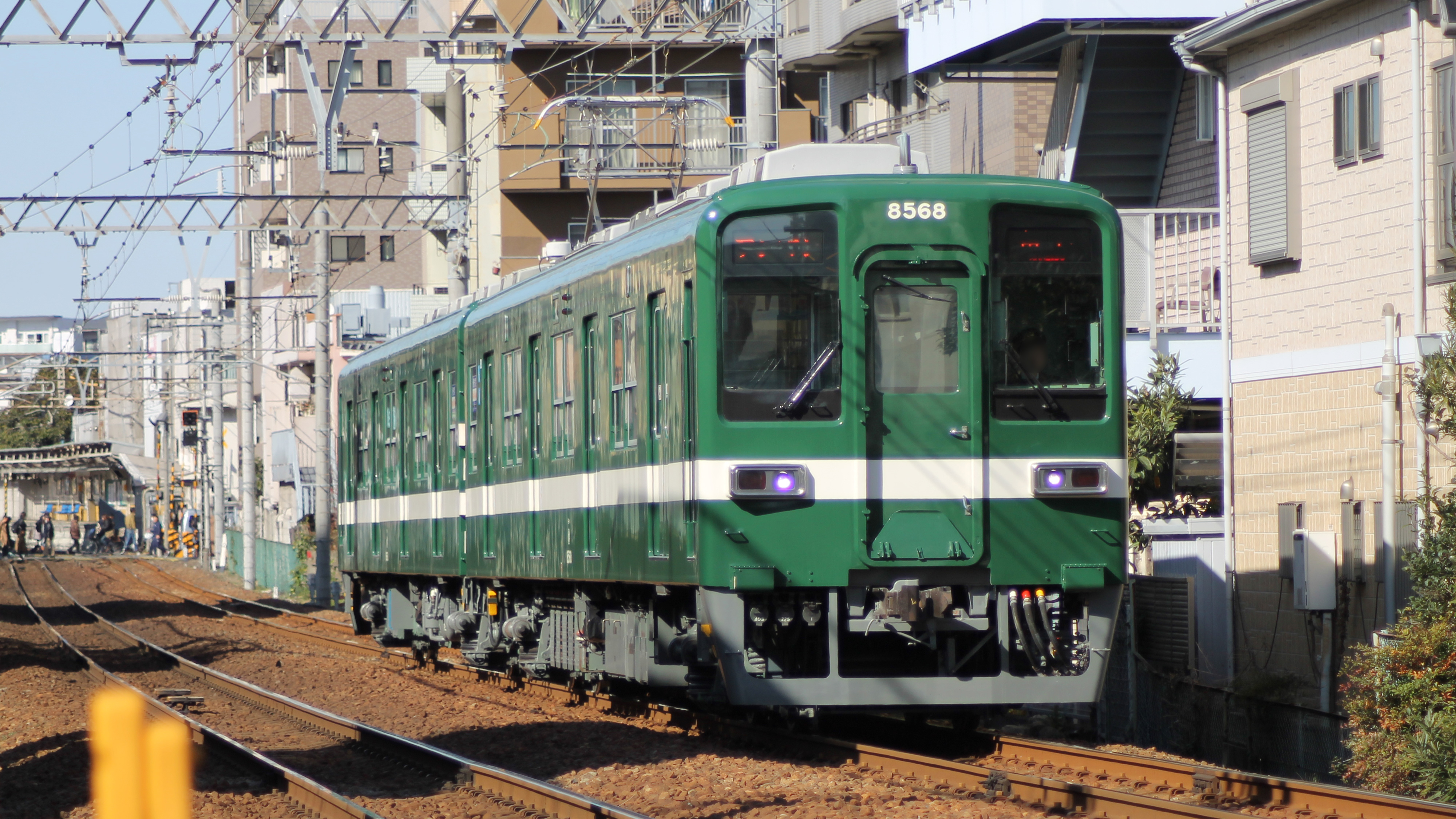
8000系リバイバルカラー（緑色）。2024年運用終了
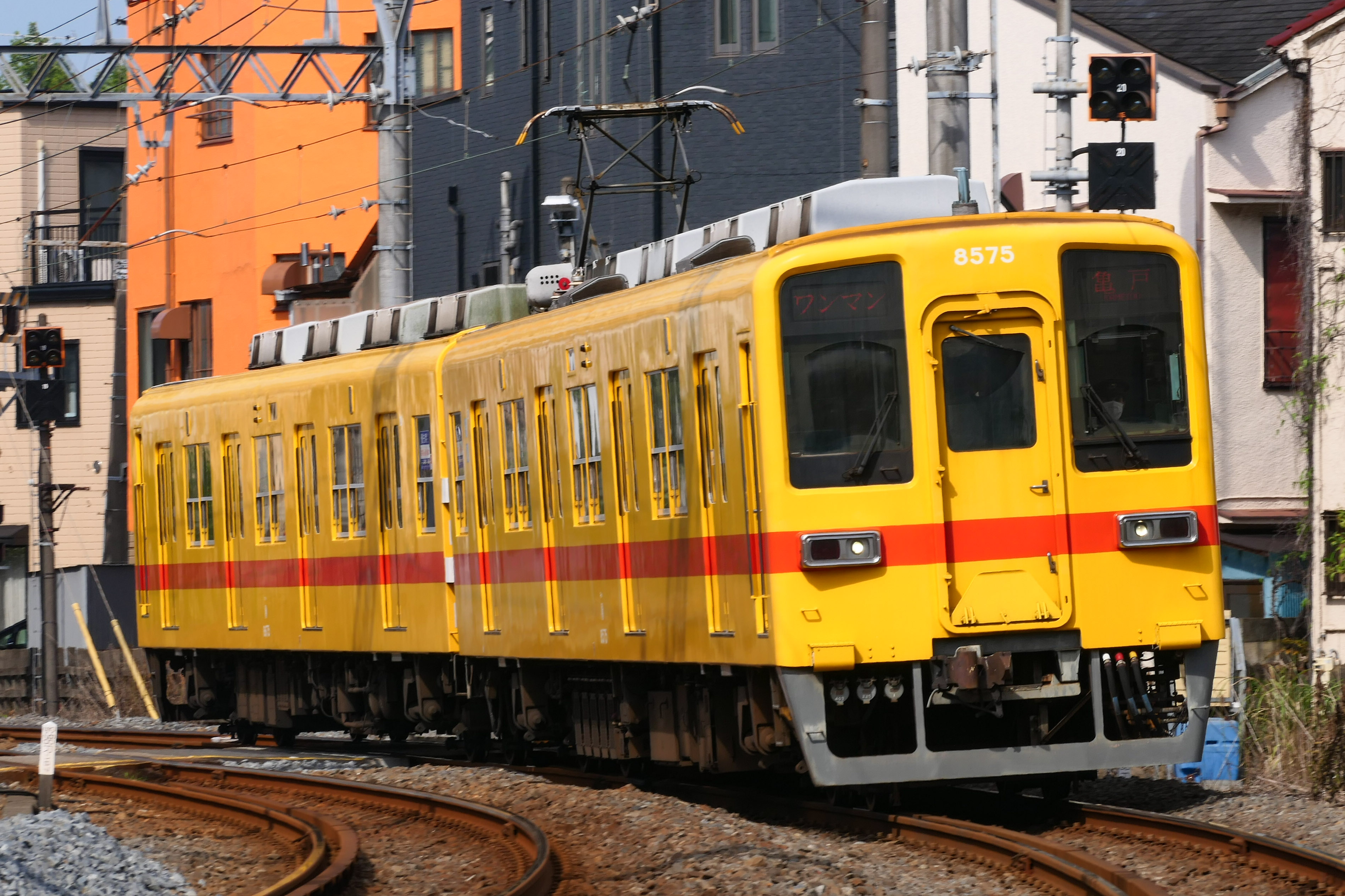
8000系リバイバルカラー（黄色）。2025年運用終了
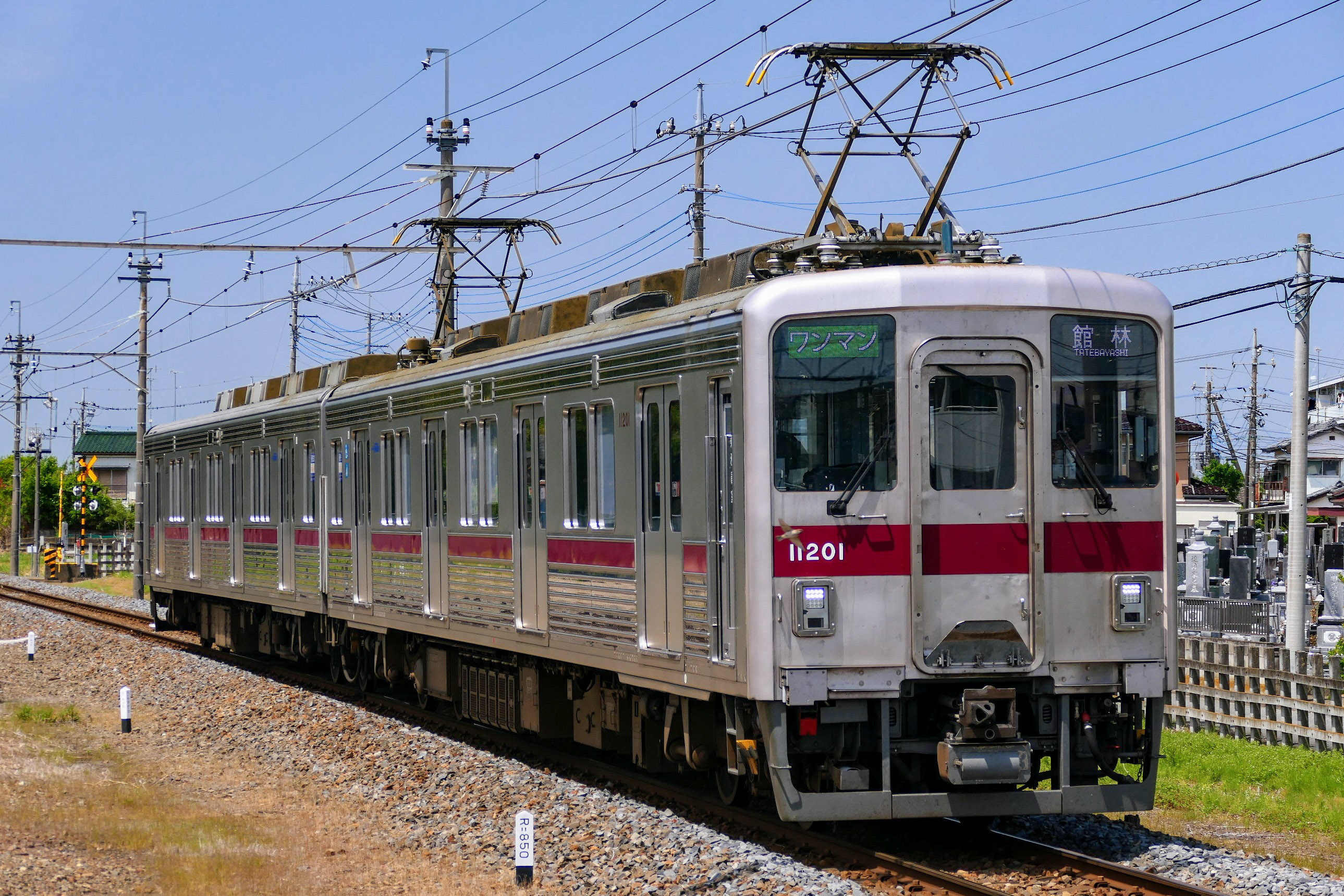
10000型

### 過去の使用車両
- 5000系（2両編成）

ワンマン化以前はこのほか5050系など、2両編成の様々な車両が運用されていた。

## 駅一覧
- 全駅東京都足立区内に所在。
- 線路 … ∨：2線、｜：単線（列車交換不可）

| 駅番号 | 駅名     | 累計キロ | 接続路線                                      | 線路 |
| ------ | -------- | -------- | --------------------------------------------- | ---- |
|        |          |          |                                               |      |
| TS-13  | 西新井駅 | 0.0      | 東武鉄道： 伊勢崎線（東武スカイツリーライン） | ∨    |
| TS-51  | 大師前駅 | 1.0      |                                               | ｜   |

## 西板線計画
第二次世界大戦前には西新井駅 - 東上本線上板橋駅間を結ぶ西板線の計画が立てられていた。1920年の東武鉄道・東上鉄道合併により、東武本線系統との接続を図る目的であった。
ほぼ現在の環七通りに沿って途中に大師前・鹿浜・神谷・板橋上宿（いずれも仮称）の各駅が計画され、1922年11月に南足立郡西新井村（西新井駅） - 北豊島郡上板橋村（上板橋駅）間の免許申請が行われ、1924年5月に免許が下付された。
だが、申請から免許下付までの間に発生した関東大震災による既存路線の被災復旧を優先したこと、当時建設中だった荒川放水路の堤防などの護岸整備が完了しておらず架橋の設計ができないこと、荒川放水路と隅田川を跨ぐ橋梁の建設費用の問題、予定地の町関係者からの経路変更要求への対応画策などの問題が起こり、その対応に忙殺されているうちに、大正末期から昭和初期にかけて路線予定地が急速に市街地化されたため「建設費が高額となり、採算の見込みがない」との理由で、西新井 - 大師前間開業の翌年、1932年に鹿浜 - 上板橋間の起業を廃止した。大師前 - 鹿浜間については「工事竣工期限延期願」を関係省庁に提出していたが、1937年6月に不認可とされ、免許が失効した。
この計画中止について『東武鉄道六十五年史』では「遂にその線の実現を見るに至らなかったことは、交通網の現状から考えてまことに残念なことであった」と記されている。
西板線は東上線系ではなく本線系とする計画であり、両路線群間の車両転属回送経路としても活用する計画であったが、未成となったことで、東武悲願の「本線系と東上線系路線との接続」はならなかった。この西板線が未成に終わったことから、両系統路線群を接続する自社路線がないため、東上線と本線・野田線との間で車両を輸送する場合は秩父鉄道線が使われている。また、旅客が東上線と本線・野田線を鉄道で相互に往来する場合は、JR東日本線・東京メトロ線のどちらかを経由する必要がある。
西板線の線形は、東上線の下り方（寄居方面）と伊勢崎線の上り方（浅草方面）とを直通運行する際に折り返しがないように計画された。上板橋駅の上り方に、東上線からの分岐予定地および貨物操車場予定地として買収した土地は、起業廃止後常盤台住宅地として分譲されることになり、そのアクセス駅として武蔵常盤駅（現・ときわ台駅）が設置された。

## 将来の予定
自動運転に対応した新造車両の導入
2026 - 2027年度をめどに当路線に自動運転に対応した新造車両を導入する予定がある。